# Pabellón industrial de FESA

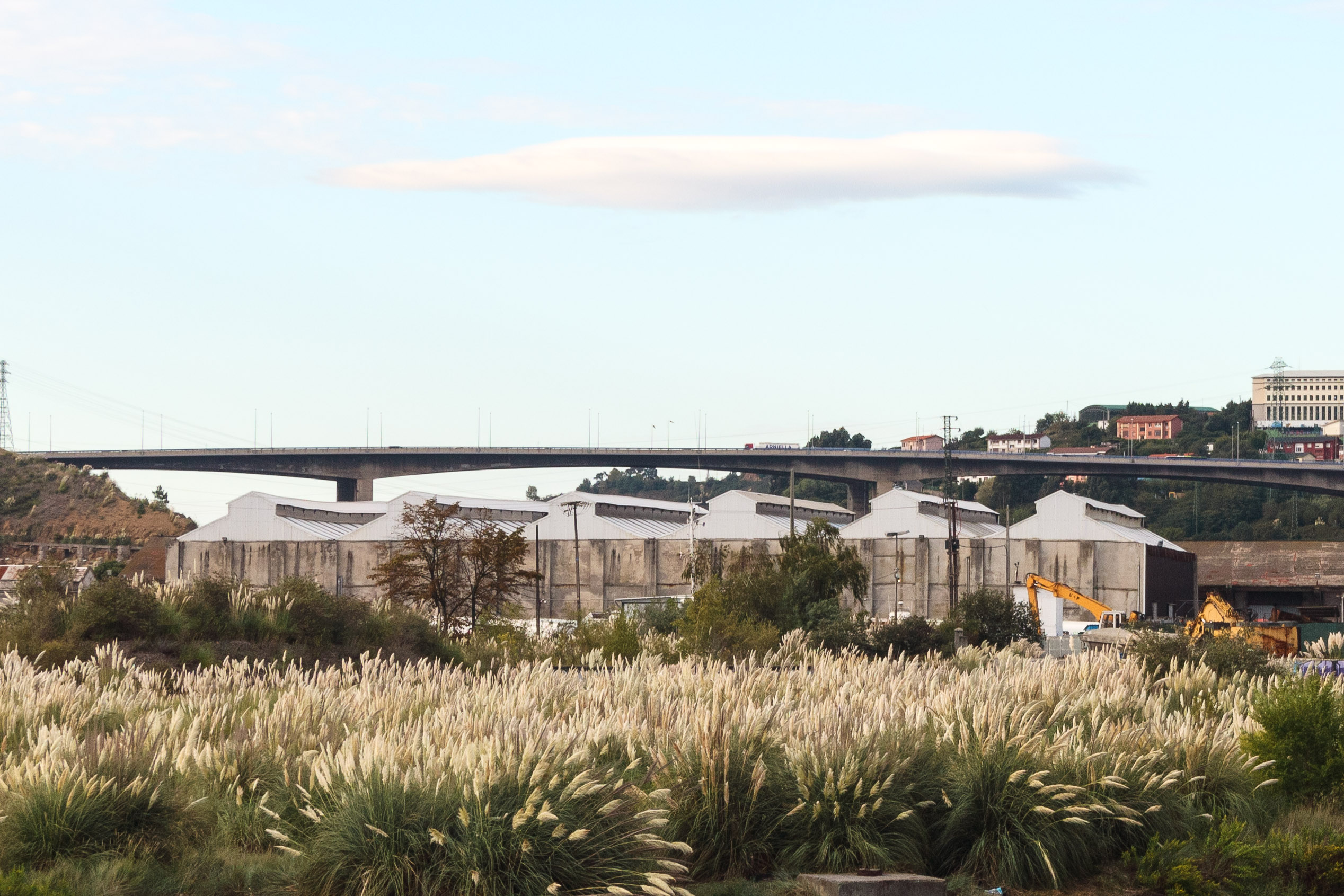
Pabellón industrial de FESA

El pabellón industrial de FESA en Baracaldo (Vizcaya, España) se construyó entre los años 1909 y 1912, y representa el ejemplo más sofisticado y grandioso de construcción en madera dentro del ámbito del desarrollo industrial.

## Descripción
El pabellón de FESA responde al tipo de fábrica de extensión en horizontal y una sola planta que se extiende en toda Europa en la segunda mitad del siglo XIX. Se desarrollada por naves; edificio de planta rectangular, cubierta a dos aguas, que podría alargarse hasta el infinito, rapidez de instalación, posibilidad de ampliación y aprovechamiento integral del espacio interno al carecer de soportes intermedios. La nave es un contenedor simple, una sección prolongada a voluntad, cuya iluminación se consigue rasgando los paños laterales del muro entre pilares o mediante linternón corrido a lo largo de la cumbrera y grandes claraboyas.
El pabellón es de planta prácticamente cuadrada con unas dimensiones aproximadas de 73 x 81 metros. Se forma por la sucesión contigua de seis naves iguales de 13,5 metros de anchura. Las naves tienen una orientación Norte-Sur marcada por la linterna longitudinal que recorre las cumbreras de la cubierta a dos aguas. Cada nave consta a su vez de 14 tramos, realizados mediante sofisticadas cerchas y pilares de madera de pinotea.

### Fachadas
El edificio se presenta exteriormente como un contenedor, un volumen prismático simple, carente de cualquier tipo de ornamentación y cuya única expresión formal se produce en los alzados norte y sur con la sucesión de las testeras de coberturas y linternas de las naves. La altura en el perímetro y cumbrera es de 11,5 y 15 metros respectivamente. Todas las naves tienen la misma altura.
El alzado norte es la entrada al pabellón y forma una calle a lo largo de toda su extensión con una nave industrial próxima. Es un reflejo de la sección de las naves del propio edificio. A cada nave corresponde una puerta corredera de grandes dimensiones en acero galvanizado. El alzado sur es similar en su composición al norte pero es una fachada ciega de ladrillo revocado, sin ninguna apertura, se aprecia una estructura de pilares de ladrillo y las cabezas de las viguetas de cubierta. El alzado este, es el más próximo y paralelo al río Cadagua y tiene una fachada plana con la parte inferior sin ningún tipo de cierre, de manera que permite ventilación natural y se muestran claramente los 14 tramos de la nave y su estructura de pilares de madera.
En general los alzados, se cubren con chapa plegada de acero en color marrón y blanco y en menor medida albañilería. En los laterales se observa a modo de canes el extremo de los capiteles de los apoyos de las cerchas interiores.

### Interior
El interior es un gran bosque de columnas de madera, pies derechos exentos con jabalcones y arriostramientos a modo de ramas. El espacio es sobrio, sin ornamentos, un vacío con el esqueleto estructural como protagonista. Se resuelve mediante cobertura a dos aguas y linterna longitudinal continua sobre cerchas de madera.
Cada cercha se compone por un doble tirante, pendolón, pares y vigas de cubierta. Cada tirante se realiza en dos piezas, empleándose uniones mediante ensamblajes en rayo con pernos y 3 pletinas metálicas. El pendolón se prolonga en altura para formar la linterna de cubierta. Las vigas de cubierta reducen las luces entre apoyos mediante los pares y los jabalcones de 7 metros de longitud, que nacen de los postes de madera a una altura de 6 metros. Estos jabalcones se arriostran entre sí por medio de dos pares de tirantes de madera.
Las cerchas se apoyan en los capiteles o zapatas de madera que coronan los bordes superiores de los pies derechos. Los postes son auténticos troncos de 11 metros de altura, con secciones cuadradas de casi 50 cm de lado, y con un tosco basamento de hormigón en el que quedan embebidos. El basamento de hormigón tiene una altura de 1 metro y está cubierto por una chapa de hierro, no son regulares ni aparecen en la totalidad de los postes.
Todo el conjunto de cerchas se arriostra mediante cruces de San Andrés tanto a la altura de la cumbrera como en la parte superior de las 7 hileras de postes. En general el sistema constructivo se mantiene completo y en buenas condiciones. Cada crujía tiene un pasillo aéreo de madera que apoya sobre los tirantes de las cerchas.
Los pilares del lado sur son de ladrillo (1x1metro), e interiormente se muestran como grandes machones cada 4,5 metros, apoyados sobre un zócalo de mampostería, totalmente enfoscados por mortero de cemento.

### Iluminación
La iluminación es cenital y se obtiene mediante los vanos laterales, sin ningún tipo de cierre, de las linternas elevadas sobre las cumbreras y por las coberturas de policarbonatos traslúcidos perpendiculares a las mismas. Los solados son de hormigón fratasado y los paramentos verticales son de chapa plegada y en menor cantidad albañilería. La cubierta es de chapa ondulada. Interiormente un cierre ligero de chapa paralelo a las naves divide el pabellón en dos sectores por lo que no se percibe el espacio como un volumen único.